# Su Meng

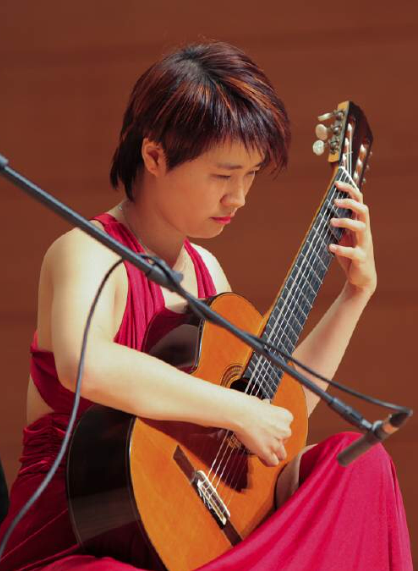
Su Meng

Su Meng  (chinesisch 苏萌; geb. 1988 in Qingdao, Shandong, China) ist eine chinesische klassische Gitarristin.
Su begann im Alter von fünf Jahren Gitarre zu spielen. Im Alter von acht Jahren begann sie 1997 bei Chen Zhi am Zentralen Musikkonservatorium in Peking, China zu studieren. Ab 2006 studierte sie mit einem Stipendium bei Manuel Barrueco am Peabody Institute der Johns Hopkins University in Baltimore, USA. Dort machte sie ihren Master.
Su spielte im Quartett mit Wang Yameng, Li Jie und Chen Shanshan. Sie tritt sowohl als Solistin, als auch im Duett mit Wang Yameng im Beijing Guitar Duo auf. Su unterrichtet an der Hong Kong Academy for Performing Arts.

## Auszeichnungen
Su gewann über 20 erste Preise bei internationalen Wettbewerben.
- 2002: 1. Preis bei Vienna Youth Guitar Competition
- 2005: 1. Preis bei 48. Tokyo International Guitar Competition
- 2006: Gewinnerin bei 1. Christopher Parkening Young Guitarist Competition
- 2006: Gewinnerin Iserlohn Gitarren-Wettbewerb[6]
- 2014: Maryland State Art Council’s Individual Artist Award in Classical Solo Performance
- 2015: Gewinnerin 4. Parkening Guitar Competition[7]

## Diskografie
- Guitar Concert in Korea, Four Angels Quartet, 2006 (Alma Guitar)
- Maracaípe, Beijing Guitar Duo (Meng Su & Yameng Wang) (2009), (2010 Latin Grammy Nominierung für Maracaípe by Sergio Assad)
- Bach to Tan Dun, Beijing Guitar Duo (Meng Su & Yameng Wang) (2011)[8]
- CHINA-WEST, Manuel Barrueco & Beijing Guitar Duo (Meng Su & Yameng Wang) (2014)[9]